# Allan Hunter
Allan Hunter (Sion Mills, 30 giugno 1946) è un ex calciatore nordirlandese, di ruolo difensore che in dieci incontri, tra il 1974 e il 1979, fu il capitano della Nazionale nordirlandese.

## Carriera

### Club
Iniziò la carriera con il Coleraine, prima di trasferirsi in Inghilterra nel Oldham Athletic nel 1967, dove collezionò 83 presenze e 1 rete fino al 1969.
Passò poi al Blackburn Rovers, disputando 84 partite e segnando un gol. Nel 1971 si unì all'Ipswich Town, dove rimase per dieci stagioni, totalizzando 280 presenze e 8 reti in campionato.
Chiuse la carriera al Colchester United tra il 1981 e il 1983, con 19 presenze e un gol all'attivo.

### Nazionale
Con la nazionale nordirlandese vanta 53 presenze e una rete tra il 1969 e il 1979. Fu capitano della squadra in 10 occasioni tra il 1974 e il 1979.

## Palmarès

### Club

#### Competizioni nazionali
- Coppa d'Inghilterra: 1

Ipswich Town: 1977-1978

#### Competizioni internazionali
- Coppa UEFA: 1

Ipswich Town: 1980-1981
- Texaco Cup: 1

Ipswich Town: 1972-1973